# Pterotrachea hippocampus
Pterotrachea hippocampus is een slakkensoort uit de familie van de Pterotracheidae. De wetenschappelijke naam van de soort is voor het eerst geldig gepubliceerd in 1836 door Philippi.